# Bátmonostor
Bátmonostor ist eine ungarische Gemeinde im Kreis Baja im Komitat Bács-Kiskun.

## Geografische Lage
Bátmonostor liegt gut acht Kilometer südwestlich der Kreisstadt Baja an dem Kanal Ferenc-tápcsatorna.  Nachbargemeinden sind Vaskút und Nagybaracska.

## Gemeindepartnerschaften
- Königseggwald, Deutschland

## Sehenswürdigkeiten
- Baptistische Kirche
- Kalvarienberg (Kálvária)
- Ortsgeschichtliche Privatsammlung (Helytörténeti magángyűjtemény)
- Römisch-katholische Kirche Szent József, erbaut 1761–1762 im barocken Stil

## Verkehr
Durch Bátmonostor verläuft die Hauptstraße Nr. 51. Es bestehen Busverbindungen nach Baja sowie über Nagybaracska, Csátalja und Dávod nach Hercegszántó unweit der serbischen Grenze. Der nächstgelegene Bahnhof befindet sich in Baja.

## Persönlichkeiten
- József Horváth (1947–2022), Handballspieler